# Chris Finch
Chris Finch (Cambridge, 6 de novembro de 1969) é um treinador norte-americano de basquete profissional que é o atual treinador do Minnesota Timberwolves da National Basketball Association (NBA).
Anteriormente, foi assistente técnico do Houston Rockets, Denver Nuggets, New Orleans Pelicans e Toronto Raptors da NBA.

## Carreira como jogador

### Universitário
Finch se formou em 1992 no Franklin & Marshall College em Lancaster, Pensilvânia. Em 1991, como um dos melhores defensores da terceira divisão do país, ele ajudou a liderar a universidade final do Torneio da NCAA da Divisão III em Springfield, Ohio, onde a equipe perdeu para Wisconsin-Platteville. Finch está entre os líderes de todos os tempos da universidade em pontos, rebotes, assistências, bloqueios e roubos de bola.

### Profissional
Finch passou toda a sua carreira de jogador com o Sheffield Forgers da então segunda divisão do basquete da Inglaterra, a National Basketball League. Antes da temporada de 1994-95, Finch e Sheffield se mudaram para a primeira divisão do basquete britânico, a Liga Britânica de Basquete.

## Carreira como treinador

### Sheffield Sharks
Finch começou sua carreira de treinador principal no Sheffield Sharks da Liga Britânica de Basquete, o mesmo time em que jogou durante sua carreira de jogador profissional. Ele os levou a vários títulos durante seu mandato, tornando a franquia a mais bem sucedida da história da liga. Depois de ganhar o título da temporada regular com Sheffield na temporada de 1998-99, foi nomeado o Treinador do Ano da BBL.

### Gießen 46ers
Ele então se mudou para a Alemanha para um novo desafio, onde foi o treinador principal do Gießen 46ers da Liga Alemã. A equipe teve um ano horrível e Finch foi demitido depois de ter um recorde de 4-13, com a equipe à beira do rebaixamento.

### Euphony Bree
Após seu tempo mal sucedido na Alemanha, Finch mudou-se para a Bélgica, onde foi o treinador principal do Euphony Bree. Levou Bree ao seu primeiro e único campeonato belga de basquete em 2005.

### Dexia Mons-Hainaut
Em 2007, Finch mudou-se para o Dexia Mons-Hainaut da Bélgica. Com Finch no comando, Dexia Mons-Hainaut chegou à final da Eurocopa de 2007-08, onde perdeu para o  Barons Riga por um ponto.

### Rio Grande Valley Vipers
Em 2009, Finch tornou-se o treinador principal do Rio Grande Valley Vipers da D-League. Sob o comando de Finch, os Vipers tiveram um recorde de 34-16, terminando em primeiro lugar na Conferência Oeste e conquistando a primeira vaga nos playoffs da franquia. Nos playoffs, os Vipers venceram Reno Bighorns e Austin Spurs em 3 jogos e varreram Tulsa 66ers nas finais para ganhar o primeiro título da franquia. Finch foi nomeado o Treinador do Ano da D-League.

### Houston Rockets
Finch foi contratado como treinador assistente do Houston Rockets em 2011. Depois que Kevin McHale foi demitido em 2015 e J. B. Bickerstaff o substituiu interinamente, Finch foi nomeado auxiliar técnico principal.

### Denver Nuggets
Em 8 de agosto de 2016, Finch foi oficialmente contratado pelo Denver Nuggets como auxiliar técnico principal de Michael Malone.

### New Orleans Pelicans
Em 8 de junho de 2017, Finch foi oficialmente contratado pelo New Orleans Pelicans como auxiliar técnico principal de Alvin Gentry. Em 16 de novembro de 2020, Finch não teve seu contrato renovado pelos Pelicans.

### Toronto Raptors
Em 4 de dezembro de 2020, foi anunciado oficialmente como novo membro da equipe técnica do Toronto Raptors, onde atuou como assistente técnico de Nick Nurse, que havia trabalhado junto nos Jogos Olímpicos de 2012.

### Minnesota Timberwolves
Em 22 de fevereiro de 2021, o Minnesota Timberwolves nomeou Finch como o novo técnico principal do time. Em sua primeira temporada completa, ele levou os Timberwolves a um recorde de 46–36 e sua primeira vaga nos playoffs desde 2018. Em 11 de abril de 2022, ele assinou uma extensão de vários anos.
Em 4 de fevereiro de 2024, ele foi nomeado o técnico principal da Conferência Oeste no NBA All-Star Game de 2024. Em 21 de abril de 2024, Finch foi nomeado um dos três finalistas do Prêmio de Técnico do Ano da NBA. Com 1:41 restantes no Jogo 4 da vitória do Timberwolves na primeira rodada da série de playoffs sobre o Phoenix Suns, Finch sofreu uma ruptura do tendão patelar após o armador do Timberwolves, Mike Conley Jr., colidir com ele. O técnico assistente Micah Nori assumiu como técnico interino pelo restante do jogo.
Finch então levou os Timberwolves à maior recuperação do Jogo 7 na história da NBA, superando um déficit de 20 pontos para vencer o atual campeão Denver Nuggets. Eles caíram para o Dallas Mavericks por 4 a 1 nas finais da Conferência Oeste. Em 24 de junho de 2024, ele assinou uma extensão de vários anos.

## Recorde como treinador
| Time      | Temporada | Temporada Regular | Temporada Regular | Temporada Regular | Temporada Regular | Temporada Regular      | Playoffs | Playoffs | Playoffs | Playoffs | Playoffs                         |
| Time      | Temporada | Jogos             | Vitórias          | Derrotas          | %                 | Classificação          | Jogos    | Vitórias | Derrotas | %        | Resultado                        |
| --------- | --------- | ----------------- | ----------------- | ----------------- | ----------------- | ---------------------- | -------- | -------- | -------- | -------- | -------------------------------- |
| Minnesota | 2020–21   | 41                | 16                | 25                | .390              | 4° na Divisão Noroeste | —        | —        | —        | —        | Não foi para os playoffs         |
| Minnesota | 2021–22   | 82                | 46                | 36                | .561              | 3° na Divisão Noroeste | 6        | 2        | 4        | .333     | Perdeu na Primeira Rodada        |
| Minnesota | 2022–23   | 82                | 42                | 40                | .512              | 2° na Divisão Noroeste | 5        | 1        | 4        | .200     | Perdeu na Primeira Rodada        |
| Minnesota | 2023–24   | 82                | 56                | 26                | .683              | 3° na Divisão Noroeste | 16       | 9        | 7        | .563     | Perdeu nas Finais de Conferência |
| Carreira  | Carreira  | 287               | 160               | 127               | .536              | –                      | 27       | 12       | 15       | .365     | –                                |

## Carreira na seleção
Finch também treinou a Seleção Britânica no EuroBasket de 2009 e 2011 e nos Jogos Olímpicos de 2012. Ele renunciou depois que sua equipe foi eliminada das Olimpíadas para se concentrar em sua carreira de treinador da NBA.

## Prêmios e Homenagens
NBA
- Treinador do All-Star Game: 2024